# Бар'єр невідомості
«Бар'єр невідомості» — радянський художній фільм режисера Микити Куріхіна 1961 року про творців і випробувачів радянського експериментального пілотованого гіперзвукового літака «Циклон».

## Сюжет
Далеко в середньоазіатських степах захований полігон, на якому йдуть випробування нових реактивних літаків, в тому числі експериментального літального апарата з ракетним двигуном на атомних радіоактивних прискорювачах, що стартує з-під фюзеляжу літака-носія і здатного здійснити суборбітальний пілотований космічний політ — досягти висоти термосфери в 100 км, а також швидкості понад 7200 км/год. На цей полігон направляються льотчик-інженер Сергій Федорович Байкалов і науковий співробітник Віра Борисівна Станкевич. Під час польоту гине перший випробувач «Циклону» Казанцев. Необхідно зрозуміти причину катастрофи, щоб не допустити її повторення. Становище ускладнюється тим, що Казанцев незадовго до катастрофи розповідав про побачене ним у польоті світіння навколо корпусу апарата, для дослідження механізму якого і була покликана Віра Станкевич. Після відновлення польотів на другому екземплярі «Циклону» Байкалов ніякого світіння не бачить, проте під час другого польоту світіння з'являється знову, більш інтенсивне, і аварія трапляється на цей раз з другим «Циклоном». Але «Циклон-2» залишається структурно цілим і керованим, хоча через аварію почався витік радіації. Льотчик літака-носія рятує «Циклон-2», заздалегідь знаючи, що витік радіації, можливо, смертельний для нього.

## У ролях
| Актор               | Роль                                               |
| ------------------- | -------------------------------------------------- |
| В'ячеслав Шалевич   | Льотчик-випробувач Сергій Федорович Байкалов       |
| Елла Сумська        | фізик Віра Борисівна Станкевич                     |
| Микола Гриценко     | Заст. головного конструктора Лагін Вадим Семенович |
| Олександр Граве     | Федір Васильович Соколов                           |
| Василь Макаров      | льотчик-випробувач Олег Леонідович Казанцев        |
| Федір Нікітін       | лікар Ромашов                                      |
| Валентина Кібардіна | Марія Василівна                                    |
| Володимир Максимов  | професор                                           |
| Сергій Плотников    | льотчик-випробувач полковник Вавилов               |
| Володимир Марьєв    | генерал                                            |
| Георгій Штиль       | пілот вертольота                                   |
| Т. Тельник          | Анечка                                             |

## Знімальна група
- Автори сценарію:  Борис Чирсков,  Дмитро Радовський,  Михайло Арлазоров
- Режисер:  Микита Куріхін
- Оператор:  Самуїл Рубашкін
  - Асистент оператора: Юрій Гаккель
- Композитор:  Мойсей Вайнберг
- Художник:  Георгій Карпачов,  Євген Єней
- Сценарист:  Дмитро Радовський